# Port de San Francisco

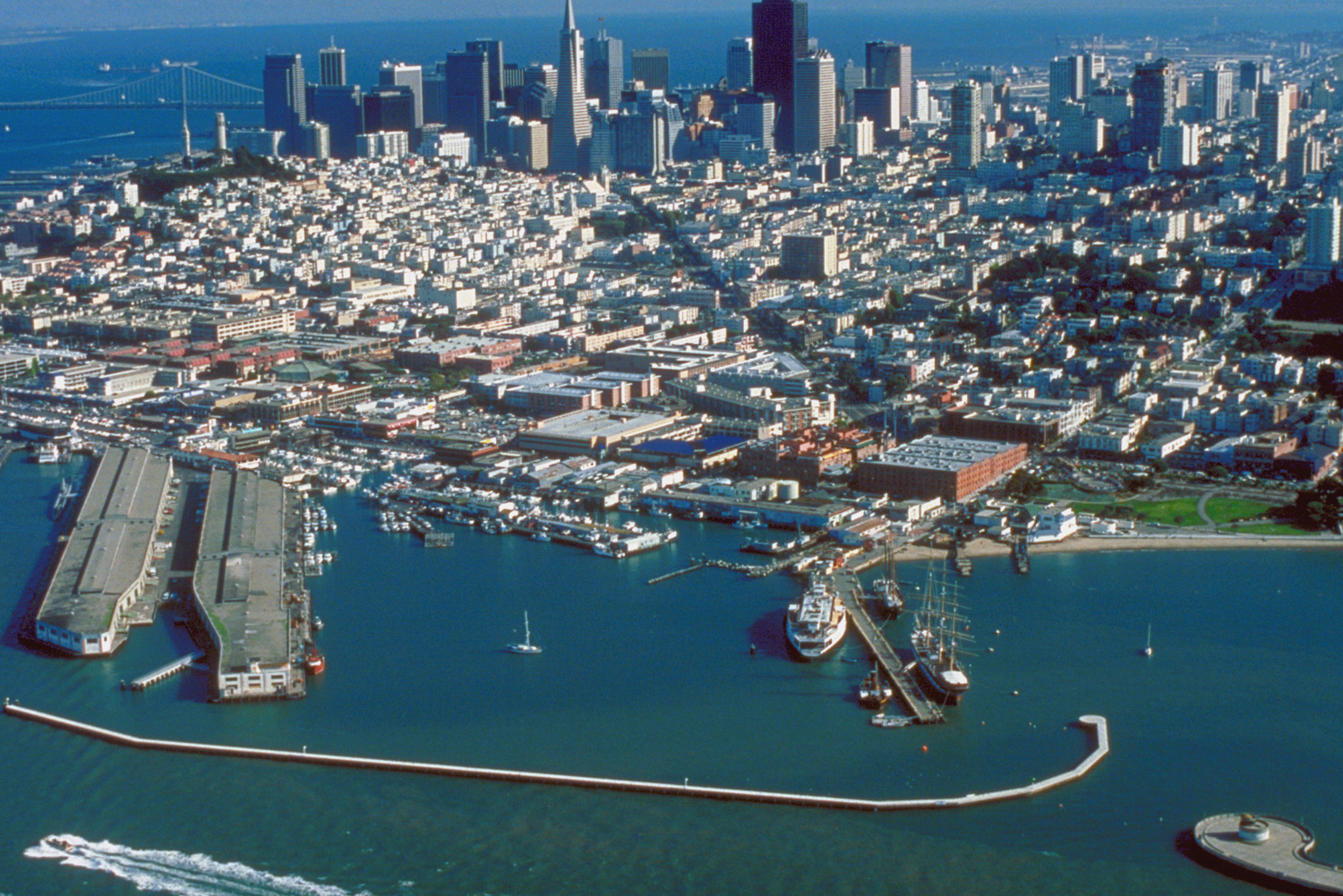
Vue aérienne de Fisherman's Wharf (au premier plan) et du quartier des affaires (à l'arrière-plan).

Le port de San Francisco s'étend le long de la baie de San Francisco du Golden Gate Bridge à l'ouest jusqu'à Candlestick Point à l'extrémité sud-est de la ville. Le port comprend plusieurs ensembles d'infrastructures : Marina district, Fisherman's Wharf,  Embarcadero, Pier 70, etc. 
En 2011, 1 088 272 tonnes de marchandises ont transité par le port de San Francisco. Mais tous les conteneurs passent désormais par le port d'Oakland situé de l'autre côté de la baie.
Le port de San Francisco accueille chaque année entre 60 et 80 paquebots et 200 000 passagers. Les croisières passant par San Francisco vont vers l'Alaska et le Mexique. Il existe trois marinas : Pier 39, South Beach Harbor et The Ramp.

## Géographie du port

### Fisherman's wharf
Il s'étend de la rive nord de San Francisco à Ghirardelli Square au sud, et de Van Ness Street East à Pier 35 d'est en ouest. Très prisé des touristes, ce secteur est en partie célèbre pour ses différents musées, dont celui de la Marine, ses restaurants situés sur le front de mer servant du crabe et ses ferries qui assurent la liaison avec l'île d'Alcatraz. Il est plus connu comme étant le lieu du Pier 39, San Francisco Maritime National Historical Park, le centre commercial de Cannery, Ghirardelli Square, le Musée Mécanique, des restaurants, des kiosques qui servent des fruits de mer.

### Embarcadero
The Embarcadero est une artère longeant le front de mer septentrional du port de San Francisco, construite sur des remblais. Le quartier est dominé par le Ferry Building, un terminal de ferries partiellement reconverti en centre commercial.

### Pier 70

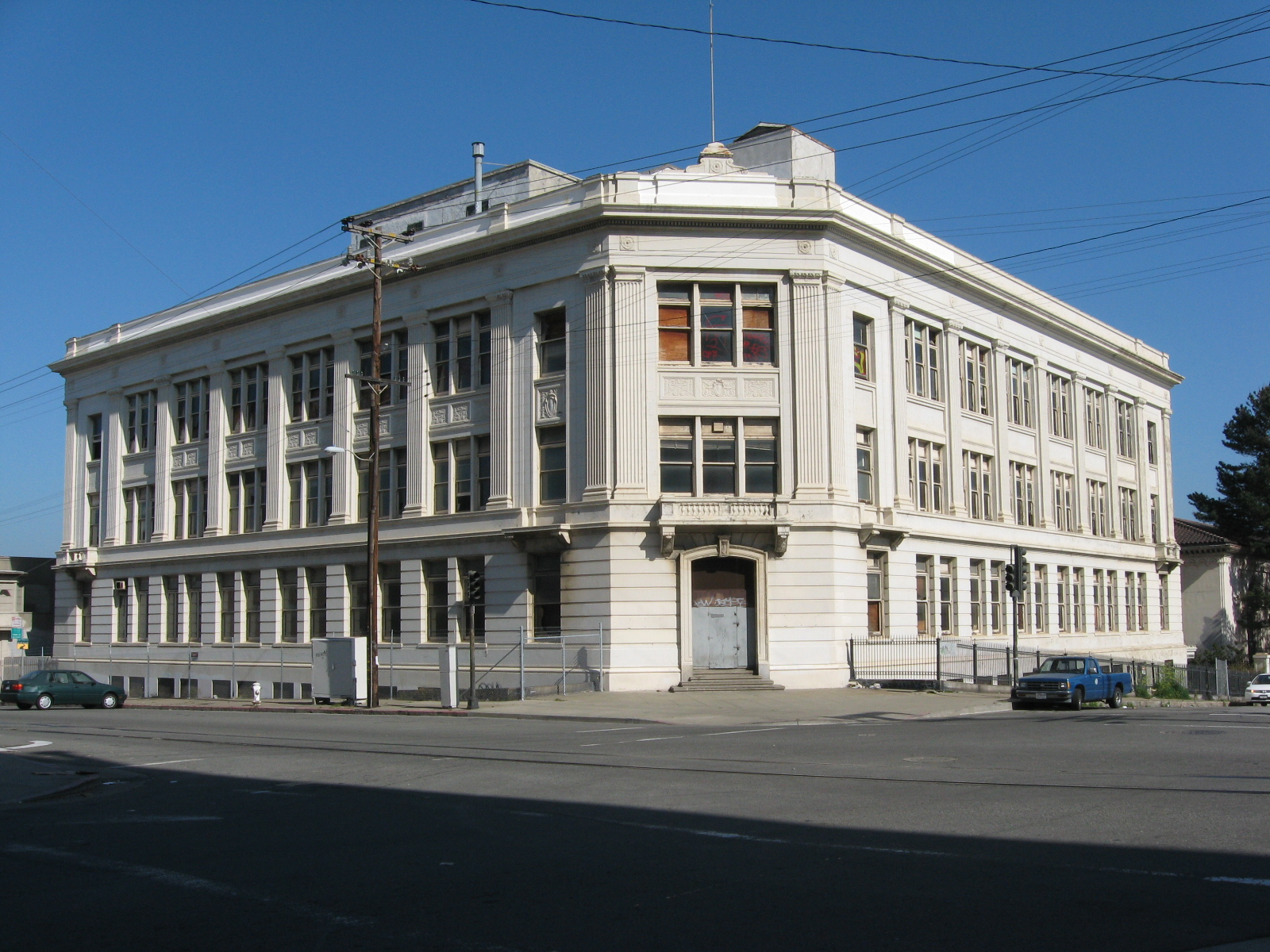
Les anciens bureaux de la Bethlehem Steel au Pier 70.

Le Pier 70 se trouve à Potrero Point, extension industrialo-portuaire du quartier de Potrero Hill au sud-est de San Francisco. Le secteur est occupé par une zone industrielle depuis les années 1860 : ateliers de construction navale (navires de guerre de la fin 19e à 1945) et d'équipements ferroviaires (Union Iron Works). De nos jours, une partie des installations sont en friches, mais on y trouve également des studios d'artistes, une centrale électrique, des ateliers de réparation navale et une usine de recyclage des métaux.